# Kirby Battle Royale
Kirby Battle Royale (カービィ バトルデラックス!, Kābī Batoru Derakkusu!) est un jeu vidéo de type party game de la série Kirby, développé par HAL Laboratory pour la Nintendo 3DS, et sorti en 2017.

## Système de jeu
Kirby Battle Royale est un party game qui peut se jouer à un en mode histoire et jusqu'à quatre en mode en ligne (ou en mode multijoueurs par partie rapide sur 3DS).
Le but du jeu est de gagner des combats de quatre personnes (joueurs et IA) pour obtenir le « gâteau de nos rêves » au Grand prix Dadidou.
On y affronte également beaucoup de personnages, comme Kirby bleu, tout droit sortis de la machine à Kirby de Dadidou, et des personnages culte des jeux Kirby comme Meta Knight ou Dadidou.

## Accueil
Kirby Battle Royale a reçu des critiques mitigées de la part de critiques professionnels selon l'agrégateur Metacritic. Le jeu s'est vendu à 28 023 exemplaires au cours de sa première semaine de commercialisation au Japon.